# Minor White
Minor Martin White (9. července 1908, Minneapolis – 24. června 1976, Boston) byl americký fotograf, teoretik, kritik a pedagog. Spojil intenzivní zájem o to, jak lidé nahlíží chápou fotografii, s osobním viděním, které se řídilo řadou duchovních a intelektuálních filozofií. Počínaje Oregonem v roce 1937 a pokračujícím až do své smrti v roce 1976 vytvořil White tisíce černobílých a barevných fotografií krajin, lidí a abstraktních témat, vytvořených jak s technickým zvládnutím, tak se silným vizuálním smyslem pro světlo a stín. Vedl mnoho kurzů, workshopů a seminářů o fotografování na Kalifornské škole výtvarných umění, Rochester Institute of Technology, Massachusetts Institute of Technology, dalších školách a doma. Většinu svého života prožil jako uzavřený homosexuál, který se bál veřejně vyjádřit ze strachu ze ztráty svých učitelských míst. Mezi jeho nejpřesvědčivější obrazy patří studie postav mužů, které učil nebo s nimiž měl vztahy. Pomohl začít a po mnoho let byl redaktorem fotografického časopisu Aperture. Po své smrti v roce 1976 byl White oslavován jako jeden z největších amerických fotografů.

## Životopis

### Mládí: 1908–1937
White se narodil v Minneapolisu v Minnesotě jako jediné dítě Charlese Henryho Whitea, účetního, a Florence May White, švadleny. Jeho křestní jméno pocházelo po jeho pradědovi z rodiny Whiteů a jeho druhé jméno bylo rodné jméno jeho matky. Během svého mládí trávil většinu času se svými prarodiči. Jeho dědeček, George Martin, byl amatérský fotograf a v roce 1915 dal Whiteovi jeho první fotoaparát. Jako dítě si White užíval hraní na velké zahradě v domě svých prarodičů, což ovlivnilo jeho pozdější rozhodnutí studovat na vysoké škole botaniku. Whiteovi rodiče prošli řadou rozchodů počínaje rokem 1916 a během těchto období White žil se svou matkou a rodiči. Jeho rodiče se na chvíli smířili v roce 1922 a zůstali spolu, dokud se v roce 1929 nerozvedli.
V době, kdy White absolvoval střední školu, si už byl vědom své latentní homosexuality. V roce 1927 o svých citech k mužům si zapisoval do deníku, který si bez jeho svolení a k jeho zděšení přečetli jeho rodiče. Po krátkém krizovém období, během kterého odešel na léto z domova, se vrátil, aby žil se svou rodinou, zatímco začal studovat. Jeho rodiče už nikdy o jeho homosexualitě nemluvili. White vstoupil na University of Minnesota v roce 1927 na obor botanika. V době, kdy měl promovat v roce 1931, požadavky na vědecký titul nesplnil a na chvíli univerzitu opustil.
Během tohoto období se začal velmi zajímat o psaní a založil si osobní deník, který nazýval „Památná fantazie“. Psal v něm básně, intimní myšlenky o svém životě a boji se svou sexualitou, výňatky z dopisů, které psal ostatním, příležitostné deníkové záznamy o svém každodenním životě a později rozsáhlé poznámky o fotografii. Pokračoval v zaplňování stránek svého deníku, dokud většinu své energie nesměroval do výuky kolem roku 1970. V roce 1932 White znovu vstoupil na univerzitu a studoval psaní i botaniku. Se svými předchozími kredity, mohl promovat v roce 1934. Příští rok absolvoval postgraduální kurzy botaniky, ale po šesti měsících se rozhodl, že mu chybí skutečný zájem stát se vědcem. Další dva roky strávil drobnými pracemi a zkoumáním svých schopností psát. Během tohoto období začal vytvářet soubor 100 sonetů na téma sexuální lásky, svůj první pokus o seskupení svého tvůrčího výstupu.

### Zahájení kariéry: 1937–1945
Na konci roku 1937 se White rozhodl přestěhovat do Seattlu. Koupil si 35mm kameru Argus a vydal se na cestu autobusem po celé zemi směrem k cíli. Cestou se zastavil v Portlandu v Oregonu a rozhodl se tam zůstat. Během dalšího půl roku žil na YMCA v Portlandu, kde poprvé zkoumal fotografii do hloubky. Bylo to na YMCA, kde učil svou první třídu fotografie pro malou skupinu mladých dospělých. Také se připojil k Oregon Camera Clubu, aby se dozvěděl, jak fotografové mluví o svých vlastních obrazech a co pro ně fotografie znamená.
Whiteovi byla v roce 1938 nabídnuta práce fotografa pro Oregonský umělecký projekt, který financovala společnost Works Progress Administration. Jedním z jeho úkolů bylo fotografovat historické budovy v centru Portlandu, než byly zbořeny kvůli novému nábřeží. Zároveň vytvářel reklamní fotografie pro Portlandské občanské divadlo, dokumentoval jejich hry a pořizoval portréty herců a hereček.
V roce 1940 byl White najat, aby učil fotografii v La Grande Art Centru ve východním Oregonu. Rychle se ponořil do své práce a tři dny v týdnu vyučoval, přednášel o umění, recenzoval výstavy pro místní noviny a každý týden vysílal rozhlasové vysílání o aktivitách v Centru umění. Ve volném čase cestoval po celém regionu a fotografoval krajinu, farmy a budovy malého města. Napsal také svůj první článek o fotografii When is Photography Creative?, který byl o dva roky později publikován v časopise American Photography.
White rezignoval z Art Center na konci roku 1941 a vrátil se do Portlandu, kde měl v úmyslu zahájit komerční fotografii. Ten rok byly tři jeho fotografie přijaty Muzeem moderního umění v New Yorku pro zařazení do jejich výstavy „Image of Freedom“. Na konci výstavy muzeum zakoupilo všechny tři výtisky, poprvé se jeho obrazy dostaly do veřejné sbírky. V následujícím roce Portlandské muzeum umění uvedlo umělci jeho první samostatnou výstavu a vystavilo čtyři série fotografií, které pořídil ve východním Oregonu. Ve svém deníku napsal, že s touto výstavou „se jedno období blížilo ke konci“.
V dubnu 1942 byl White povolán do armády Spojených států a svou homosexualitu před náboráři skrýval. Před odchodem z Portlandu opustil většinu svých negativů historických portlandských budov s Oregonskou historickou společností. První dva roky druhé světové války strávil na Havaji a v Austrálii a později se stal vedoucím divize zpravodajské služby na jižním Filipínách. Během tohoto období fotografoval zřídka, místo toho se rozhodl psát poezii a verše. Tři z jeho delších básní Elegies, Free Verse for the Freedom of Speech a Minor Testament hovořily o jeho zkušenostech během války a o poutech mužů v extrémních podmínkách. Později použil část textu z Minor Testamentu ve své fotografické sekvenci Amputations.
Po válce White odcestoval do New Yorku a zapsal se na Columbia University. Během pobytu v New Yorku se seznámil s Beaumontem a Nancy Newhallovou, kteří pracovali v nově vytvořeném oddělení fotografie v Muzeu moderního umění. Whiteovi byla nabídnuta práce fotografky pro muzeum a strávil mnoho hodin rozhovorem a učením se od Nancy Newhallové, která podle jeho slov silně ovlivnila jeho myšlení a směr ve fotografii.

### Střední kariéra: 1946–1964
V únoru 1946 měl White první z několika setkání s fotografem Alfredem Stieglitzem v New Yorku. White věděl o Stieglitzově hlubokém porozumění fotografii z jeho různých spisů a prostřednictvím jejich rozhovorů White přijal hodně Stieglitzovy teorie ekvivalence, kde obraz znamená něco jiného než subjekt, a jeho použití sekvenování obrazových snímků. Na jednom z jejich setkání White napsal ve svém deníku, že vyjádřil pochybnosti, že je připraven stát se seriózním fotografem. Napsal, že se ho Stieglitz zeptal: „Byl jsi někdy zamilovaný?“ White odpověděl „ano“ a Stieglitz odpověděl „Pak můžete fotografovat.“
Během této doby se White setkal a spřátelil s některými z významných fotografů své doby, včetně takových jako byli například: Berenice Abbottová, Edward Steichen, Paul Strand, Edward Weston nebo Harry Callahan. Steichen, který byl ředitelem fotografického oddělení v Muzeu moderního umění, nabídl Whiteovi kurátorskou pozici v muzeu, ale místo toho White přijal nabídku od Ansela Adamse, aby mu pomohl v nově vytvořeném fotografickém oddělení na Kalifornské škole výtvarných umění (CSFA) v San Francisku. White se v červenci přestěhoval do San Franciska a několik let žil ve stejném domě jako Adams. Adams učil Whitea jeho metodu zónového systému exponování a vyvolávání negativů, kterou White ve své vlastní práci značně používal. Napsal o tom rozsáhlé články, vydal knihu a učil své studenty metodu expozice a vývoje i praxi (pre)vizualizace.
Zatímco v San Francisku se White velmi spřáteli s Edwardem Westonem, v Carmelu a po zbytek svého života měl Weston hluboký vliv na Whiteovu fotografii a filozofii. Později řekl „... Stieglitz, Weston a Ansel mi dali přesně to, co jsem v té době potřeboval. Z každého jsem si vzal jednu věc: techniku od Ansela, lásku k přírodě od Westona a od Stieglitze potvrzení, že jsem naživu a mohu fotografovat. “ V příštích několika letech White strávil spoustu času fotografováním v Point Lobos, místě nejznámějších Westonových obrazů, přibližujících mnoho stejných subjektů se zcela odlišnými hledisky a kreativními účely.
V polovině roku 1947 byl White hlavním lektorem na CSFA a vybudoval tříletý kurz, který zdůrazňoval osobní expresivní fotografii. V příštích šesti letech pomohl vyškolit jedny z nejlepších fotografů své doby, včetně Imogen Cunninghamové, Lisette Modelové a Dorothey Langeové. Během této doby White vytvořil své první seskupení fotografií a textu v nenarativní formě, sekvenci nazvanou Amputations. Ačkoli bylo v plánu uskutečnit výstavu v kalifornském paláci Čestné legie, výstava byla zrušena, protože White odmítl umožnit fotografie zobrazovat bez textu, který obsahoval určité formulace, které vyjadřovaly dvojznačnost ohledně amerického poválečného vlastenectví.
Následující tři roky patřily k Whiteovým nejplodnějším z hlediska tvůrčího výkonu. Kromě pořizování desítek krajin vytvořil desítky fotografií, ze kterých vznikly některé z jeho nejpřesvědčivějších sérií. Zejména tři ukázaly jeho pokračující boje s jeho sexualitou. Song Without Words, The Temptation of St. Anthony Is Mirrors, and Fifth Sequence/Portrait of a Young Man as Actor - zachycují „emocionální zmatek, který cítil kvůli své lásce a touze po mužích“.
V roce 1949 White koupil malou fotografickou kameru Zeiss Ikonta a zahájil sérii městských pouličních fotografií. Během následujících čtyř let pořídil téměř 6 000 snímků, které byly inspirovány nově nalezeným zájmem o poezii Walta Whitmana. Projekt, který nazval City of Surf, zahrnoval fotografie čínské čtvrti v San Francisku, doky, lidi na ulicích a různé přehlídky a veletrhy po městě.
Období let 1951–52 je jedním z formativních období v kariéře Whitea. Zúčastnil se konference o fotografii v Aspen Institute, kde o myšlence vytvoření nového časopisu o fotografii diskutovali Ansel Adams, Dorothea Lange, Beaumont a Nancy Newhall, Frederick Sommer a další. Brzy poté celá řada z těchto lidí založila časopis Aperture. White se přihlásil a byl schválen jako redaktor a první číslo se objevilo v dubnu 1952. Aperture se rychle stal jedním z nejvlivnějších časopisů o fotografii a White zůstal jako editor až do roku 1975.
Ke konci roku 1952 Whiteův otec, se kterým si byli po mnoho let odcizeni, zemřel v Long Beach v Kalifornii. V roce 1953 představil Walter Chappell Whiteovi Čínskou knihu proměn I-ťing, starověkou čínskou knihu filozofie a věštění, která Whitea po zbytek jeho života ovlivňovala a on ve svých dílech odkazoval na tento text. Zvláště ho zaujaly pojmy jin a jang, ve kterých lze zjevně opačné nebo opačné síly pojímat jako doplňkové. Později téhož roku vedla reorganizace v CSFS k tomu, že Whiteova učitelská role byla omezena, a v důsledku toho začal přemýšlet o změně svého zaměstnání. Současně se Beaumont Newhall nedávno stal kurátorem v domě George Eastmana v Rochesteru v New Yorku a pozval Whitea, aby s ním pracoval jako asistent. Vystavoval 28. září – 3. listopadu 1954 v Limelight Gallery v New Yorku a na konci téhož roku byl zařazen do galerijní publikace Great Photographs. Během příštích tří let White uspořádal tři tematické výstavy které prokázaly jeho konkrétní zájmy: Camera Consciousness, The Pictorial Image and Lyrical and Accurate. V roce 1955 nastoupil na fakultu na Rochester Institute of Technology (RIT), kde vyučoval jeden den v týdnu.
Whiteův fotografický výstup během této doby poklesl kvůli jeho pedagogické a redaktorské práci, ale pokračoval v produkci snímků, které do konce roku 1955 vytvořil novou sérii Sequence 10/Rural Cathedrals, která zahrnovala obrazy krajiny ze státu New York, které byly pořízeny na běžný a infračervený film. V roce 1955 se White plně zapojil do výuky, byl jmenován instruktorem nového čtyřletého fotografického programu na RIT a vedl kurzy a workshopy na Ohio University a Indiana University. Později v průběhu roku se Walter Chappell přestěhoval do Rochesteru, aby pracoval v domě George Eastmana. Chappell angažoval Whitea v dlouhých diskusích o různých východních náboženstvích a filozofiích. White začal praktikovat zenovou meditaci a ve svém domě přijal japonský styl dekorace. Během příštích dvou let se diskuse mezi Whiteem a Chappellem proměnily v zdlouhavé diskurzy o psaní a filozofii George Gurdjieffa. White se postupně stal přívržencem Gurdjieffova učení a začal začleňovat Gurdjieffovo myšlení do designu a realizace svých workshopů. Gurdjieffovy koncepty pro Whitea nebyly jen intelektuálními cvičeními, ale také osvědčené praktickými zkušenostmi a do značné míry ovlivňovaly většinu jeho přístupu k výuce a fotografii po celý zbytek jeho života.
Během stejného období začal White vytvářet své první barevné snímky. Ačkoli je známější svými černobílými fotografiemi, vytvořil mnoho fotografií barevných. Jeho archiv obsahuje téměř 9 000 35mm průhledných fólií pořízených v letech 1955 až 1975.
V roce 1959 uspořádal White v domě George Eastmana velkou výstavu 115 fotografií své série Sequence 13 / Return to the Bud. Byla to jeho dosud největší výstava. Později přesunuta do Portlandského muzea umění v Oregonu. White byl pozván, aby k výstavě doplnil desetidenní seminář v Portlandu za uhrazení všech nákladů. Využil financování fotografování krajiny a dělal přírodní studie po celé zemi. Ze svých zkušeností v Portlandu vyvinul myšlenku celodenního rezidenčního workshopu v Rochesteru, kde by se studenti učili jak na formálních přednáškách, tak na základě kombinace myšlení od Gurdjieffa a zenu prostřednictvím porozumění získaného disciplínou těchto úkolů jako domácí práce a brzká ranní cvičení. Pokračoval v tomto stylu rezidenční výuky, dokud nezemřel. Na počátku 60. let White také studoval hypnózu a začlenil tuto praxi do některých svých učení jako způsob, jak pomoci studentům fotografie prožívat.
Po několik následujících let White dál intenzivně učil jak soukromě, tak na RIT. Během této doby v létě cestoval po USA a po cestě fotografoval. Ve svém deníku se během tohoto období o sobě zmiňoval jako o „Poutníkovi“, který měl díky hledání pochopení života doslovné i metaforické významy. V roce 1962 se seznámil s Michaelem Hoffmanem, který se stal přítelem, kolegou a později převzal redakci časopisu Aperture. White později jmenoval Hoffmana jako vykonavatele jeho vůle.

### Pozdní kariéra: 1965–1974
V roce 1965 byl White pozván, aby pomohl navrhnout nově vytvořený program ve výtvarném umění na Massachusetts Institute of Technology (MIT) v Cambridge v Massachusetts poblíž Bostonu. Poté, co byl jmenován hostujícím profesorem, se White přestěhoval do oblasti Bostonu a koupil si dvanáctipokojový dům na předměstí Arlingtonu, aby mohl vybraným studentům poskytnout pobytové praktické dílny. Brzy poté, co se přestěhoval do Bostonu, dokončil jiný druh cyklu zvané Slow Dance, kterou později integroval do svého učení. Pokračoval ve zkoumání toho, jak lidé chápou a interpretují fotografii, a začal do svých učení začleňovat techniky Gestaltovy psychologie. Aby svým studentům pomohl prožít význam pojmu „rovnocennost“, začal od nich vyžadovat, aby určité předměty zároveň kreslili a fotografovali.
White začal v roce 1966 pociťovat pravidelné nepohodlí na hrudi a jeho lékař diagnostikoval jeho onemocnění jako anginu pectoris. Jeho příznaky pokračovaly po zbytek života, což ho vedlo k intenzivnějšímu studiu duchovních záležitostí a meditaci. Ve snaze prohloubit své chápání života se obrátil k astrologii a jeho zájem o něj se stal natolik významným, že vyžadoval, aby se všichni jeho současní i budoucí studenti seznámili se svými horoskopy. V tomto bodě jeho života byly Whiteovy neortodoxní vyučovací metody dobře zavedené a studenti, kteří prošli jeho dílnami, byli touto zkušeností mystifikováni a osvíceni. Jeden student, který se později stal zenovým mnichem, řekl: „Opravdu jsem se chtěl naučit vidět způsobem jako on, zachytit své subjekty takovým způsobem, který je nezbaví života a dvojrozměrnosti. Neuvědomil jsem si, že nás Minor učí přesně to: nejen vidět obrazy, ale také je cítit, vnímat, ochutnávat. Učil nás fotografovat.“
White začal psát texty pro Mirrors, Messages, Manifestations, což byla první monografie jeho fotografií, koncem roku 1966 a o tři roky později knihu vydalo Aperture. Zahrnovalo 243 jeho fotografií a textů, včetně básní, poznámek z jeho deníku a dalších spisů. Peter Bunnell, který byl jedním z prvních Whiteových studentů a poté kurátorem fotografie v Muzeu moderního umění, napsal pro knihu umělcův rozsáhlý životopis. Během této doby White dokončil Sekvenci 1968, sérii krajinnářských obrazů ze svých nedávných cest. Během příštích několika let White vytvořil a organizoval čtyři velké tematické výstavy fotografií na MIT, počínaje „Light7“ v roce 1968 a poté „Be-ing without Clothes“ v roce 1970, „Octave of Prayer“ v roce 1972 a „Celebrations“ v roce 1974. Kdokoli mohl obrázky na výstavu přihlašovat a White strávil spoustu času osobním prohlížením všech příspěvků a výběrem konečných obrázků.
White nadále intenzivně učil a vytvářel vlastní fotografie, i když se jeho zdravotní stav zhoršoval. Svému psaní věnoval stále více času a zahájil dlouhý text, který nazýval „Vědomí ve fotografii a tvůrčí publikum“, ve kterém odkazoval na svou sérii z roku 1965 Slow Dance a rozvinul myšlenku, že k dosažení skutečné úrovně jsou nutné určité stavy zvýšeného vědomí a teprve pak lze fotografii přečíst a pochopit její význam. K dokončení této práce se přihlásil a v roce 1970 získal Guggenheimovo stipendium. Consciousness in Photography and the Creative Audience se stalo povinnou četbou nového kurzu, který učil na MIT s názvem „Creative Audience“. V roce 1971 odcestoval do Portorika, aby rozšířil své barevné fotografie, a v letech 1974 a 1975 odcestoval do Peru, aby učil a podporoval vlastní studium Gurdjieff.
V roce 1975 White cestoval do Anglie, aby přednášel v muzeu Victoria and Albert Museum a učil na různých vysokých školách. Několik týdnů pokračoval v hektickém cestovním řádu, poté odletěl přímo na Arizonskou univerzitu v Tucsonu, aby se tam zúčastnil sympozia. Když se po téměř šesti týdnech cesty vrátil do Bostonu, utrpěl infarkt a byl několik týdnů hospitalizován. Poté, co se White soustředil ještě více na nitro, fotografoval jen velmi málo. Většinu času trávil se svým studentem Abem Frajndlichem, který v jeho domě a na zahradě vytvořil řadu portrétů Whitea. Několik měsíců před svou smrtí White publikoval v časopise Parabola krátký článek s názvem „The Diamond Lens of Fable“, ve kterém se spojil s Gilgamešem, Jasonem a králem Artušem, všemi hrdiny starých příběhů o celoživotních úkolech.
Dne 24. června 1976 White při práci ve svém domě zemřel na druhý infarkt. Odkázal všechny své osobní archivy a dokumenty spolu s velkou sbírkou svých fotografií Princetonské univerzitě. Svůj dům odkázal Aperture, aby mohli pokračovat v práci, kterou tam zahájil.

## Rovnocennost
White byl do značné míry ovlivněn Stieglitzovým konceptem „ekvivalence“, který White interpretoval tak, že umožňuje fotografiím představovat více než jejich subjekt. Napsal „když fotografie funguje jako ekvivalent, fotografie je najednou záznamem něčeho před kamerou a současně spontánním symbolem. („Spontánní symbol“ je symbol, který se vyvíjí automaticky, aby naplnil potřebu okamžiku. Například fotografie kůry stromu může u jednotlivce náhle vyvolat odpovídající pocit drsnosti charakteru.)„
Ve svém pozdějším životě často pořizoval fotografie hornin, povrchů, dřeva a dalších přírodních předmětů, které byly izolovány od kontextu, takže se staly abstraktními formami. Měl v úmyslu, aby je divák interpretoval jako něco víc, než co ve skutečnosti představují. Podle Whitea: „Když nám fotograf představí, co pro něj znamená ekvivalent, říká nám ve skutečnosti:„ Něco jsem měl z něčeho, a tady je moje metafora tohoto pocitu.“ ...Skutečně se stalo, že poznal předmět nebo řadu forem, které by po vyfotografování poskytly obraz se specifickými sugestivními schopnostmi, které diváka mohou nasměrovat do konkrétního a známého pocitu, stavu nebo místa v sobě.“
Ne všichni souhlasili nebo chápali Whiteovu filozofii. Některé z Whiteových abstraktních obrazů „mají neurčitost, která předchází jakékoli konvenční reakci.“ Jeden kritik napsal: „Bez schopnosti vidět ve skalách záblesk esenciální formy, jak to udělal Weston, nebo v oblacích náznak univerzální životní síly, jak to udělal Stieglitz, nelze pochopit Whiteovy snímky... Člověk má dojem, že se White nevyvinul jako umělec v lineárním smyslu natolik, že by osciloval mezi protichůdnými póly.“

## Sekvence
V polovině 40. let 20. století White začal formulovat filozofii o důležitosti způsobu, jakým jsou jeho fotografie prezentovány divákovi. Byl původně ovlivněn Stieglitzem, který ve své výuce zdůrazňoval, že fotografie zobrazené ve strukturovaném kontextu se mohou navzájem podporovat a mohou vytvářet souhrnnou výpověď, která je komplexnější a smysluplnější než jednotlivé obrazy. Když White v roce 1945 začal pracovat jako fotograf v Muzeu moderního umění, spřátelil se s Nancy Newhallovou, která pro muzeum organizovala retrospektivní výstavu fotografií Edwarda Westona. Newhallová měla dar pro vytváření vysoce odlišných seskupení obrazů a White později řekl, že její instalace výstavy Westona byla pro něj zjevením.
Po zbytek svého života strávil spoustu času seskupováním a přeskupováním svých fotografií do konkrétních sad obrazů, které se lišily počtem od 10 do více než 100 výtisků. Popsal to, co nazval sekvenci, jako „film ze snímků (cinema of stills)“, které podle něj dodávají „pocitový stav“ vytvořený jak fotografem, tak osobností jednotlivého diváka.
Ve svých raných sekvencích (1952) zahrnul do svých obrazů různé básně a další texty. Jak rozvíjel své myšlení o sekvencích, postupně texty přestal používat. Zároveň mnoho jeho obrazů bylo čím dál abstraktnějších. Přestože se velmi soustředil na konkrétní seskupení svých obrazů, ve svých raných sekvencích záměrně nepředepsal konkrétní pořadí, jak by měly být prezentovány. Řekl, že chce, aby jeho sekvence byly subjektivními interpretacemi, a jako takový chtěl, aby diváci získali vhled do sebe tím, že jim umožní uvažovat o jeho díle, jak uznají za vhodné. Tento koncept byl omezen na ty diváky, kteří byli součástí jeho workshopů a výuky, kde mohli s výtisky zacházet individuálně, místo aby si je prohlíželi v galerii.
Později, když se začal více zajímat o antropologii a mýty, začal experimentovat s tím, jak jednotlivé obrazy ovlivňovaly diváka tím, jak byly prezentovány. V díle nazvaném Totemic Sequence, složeném z deseti fotografií, prezentoval jako úvodní i závěrečný obraz stejný snímek. Poslední obrázek byl první obrázek obrácený vzhůru nohama. White cítil, že tato změna ilustruje současnou realitu a nereálnost na fotografii. Název, který dal prvnímu snímku, byl „Power Spot“.
White rozsáhle psal o svých úvahách o sekvencích, a to jak ve svém deníku, tak v článcích. Ve svém deníku napsal: „Fotografie v sekvenci nebo konstelacích lze přirovnat k tanci nebo kompozici. Hlavní body celku jsou dány a přepracovávány s variacemi, dokud se s nimi neutká i ten poslední člen publika.“ Napsal také „Sekvence nyní znamená, že radost z fotografování ve slunečním světle je vyvážena radostí z editace ve světle mysli.“
Během svého života White vytvořil nebo plánoval asi 100 cyklů svých fotografií, včetně sekvencí (s více verzemi), sérií a portfolií. Mnoho z nich bylo pojmenováno jednoduše „Sekvence“ a za nimi řada, ale pro několik přidal umělecké tituly, které odrážejí jeho myšlenky, že fotografie představují více než jejich zjevný subjekt.
Některé z jeho hlavních sekvencí jsou:
- Song Without Words (1947)
- Second Sequence: Amputations (1947)
- The Temptation of St. Anthony Is Mirrors (1948). Tato sekvence je Whiteovým nejosobnějším zpsůobem práce, složeným výhradně z fotografií modelu v CSFA jménem Tom Murphy. Těchto 32 snímků zahrnuje intimní portréty a figurální studie, z nichž mnohé ukazují Murphyho zcela nahé tělo zepředu. V té době bylo nezákonné vystavovat nebo publikovat obrázky, které výslovně ukazovaly mužské genitálie, a pokud by White dal vědět, že pořídil fotografie, byl by stíhán jako homosexuál a vystaven potížím a ztrátě zaměstnání. Namontoval a svázal dvě kopie fotografií do malých, ručně vyrobených knih, jednu dal Murphymu a druhou kopii si nechal pro sebe. Mnoho fotografií v této sekvenci nebylo nikdy za jeho života publikováno a kompletní sekvence byla poprvé vystavena až v roce 2014 v muzeu J. Paula Gettyho v Los Angeles.[37]
- Sequence 11 / The Young Man as Mystic (1955)
- Sequence 13 / Return to the Bud (1959)
- Sequence 16 / The Sound of One Hand (1960)
- Sequence 17 / Out of My love for You I Will Try to Give You Back Yourself (1963)
- Slow Dance (1965). White při vytváření této sekvence, která se skládá z 80 barevných snímků určených k projekci na duálních projektorech, vystoupil ze svých obvyklých metod. To bylo inspirováno jeho zájmem o pohyb, jako je interpretace prostřednictvím Gurdjieffových „rytmických rituálů“.
- Totemic Sequence (1974)

## Citáty
- „Na první pohled nás může fotografie informovat. Na druhý pohled nás může zasáhnout.“[38]
- „Buďte stále sami se sebou, dokud objekt vaší pozornosti nepotvrdí vaši přítomnost.“[39]
- „S kamerou jsme se nějakým způsobem snažili o intenzivnější vědomí.“[40]
- „Ekvivalence funguje za předpokladu, že následující rovnice je věcná: Fotografie + Osoba hledající mentální obraz.“[41]
- „Když jsem se stal fotografem, měním pouze médium. Podstatným jádrem verše i fotografie je poezie.“[42]
- Moje vlastní místo v této věci zvané „fotografie“? V poslední době jsem si všiml, že v něm možná mám místo, které není obsazené někým jiným.[43]
- „Člověk by měl fotografovat věci nejen takové jaké jsou, ale také čím ještě jsou.“
- „Když je fotografie zrcadlem člověka a člověk zrcadlem světa, mohl by ho převzít Duch.“[44]
- „Všechno bylo vyfotografováno. Přijměte to. Fotografujte věci lépe.“[45]